# Tekolďany
Tekolďany (ungarisch Tököld) ist eine Gemeinde im Westen der Slowakei mit 118 Einwohnern (Stand 31. Dezember 2024), die zum Okres Hlohovec, einem Teil des Trnavský kraj, gehört.

## Geographie
Die Gemeinde befindet sich im Westteil des Hügellands Nitrianska pahorkatina (Teil des Donauhügellands) am Bach Tekoldiansky potok, unweit des Gebirges Považský Inovec. Das Ortszentrum liegt auf einer Höhe von 210 m n.m. und ist 14 Kilometer von Hlohovec entfernt.
Nachbargemeinden sind Orešany im Norden, Veľké Ripňany im Osten, Merašice und Dolné Otrokovce im Südosten sowie Horné Otrokovce im Südwesten und Westen.

## Geschichte
Die erste Besiedlung des heutigen Gemeindegebiets erfolgte in der Jungsteinzeit.
Der Ort wurde zum ersten Mal 1310 als Tekulchen schriftlich erwähnt und war damals Gut der Familie Hont-Pázmány. In den späteren Jahrhunderten (bis zur Abschaffung der Leibeigenschaft im Jahr 1848) war die Ortschaft Teil des Herrschaftsguts der Burg im nahen Freistadl (heute Hlohovec).
Bis 1918 gehörte der im Komitat Neutra liegende Ort zum Königreich Ungarn und kam danach zur Tschechoslowakei beziehungsweise heute Slowakei.
Von 1975 bis 1990 war Tekolďany Teil der Gemeinde Horné Otrokovce.

## Bevölkerung
| Jahr                | 1994 | 2004    | 2014     | 2024     |
| ------------------- | ---- | ------- | -------- | -------- |
| Anzahl der Personen | 175  | 165     | 140      | 118      |
| Unterschied         |      | −5,71 % | −15,15 % | −15,71 % |

| Jahr                | 2023 | 2024    |
| ------------------- | ---- | ------- |
| Anzahl der Personen | 114  | 118     |
| Unterschied         |      | +3,50 % |

Nach der Volkszählung 2011 wohnten in Tekolďany 149 Einwohner, davon 147 Slowaken und ein Tscheche. Ein Einwohner machte keine Angabe zur Ethnie. 141 Einwohner bekannten sich zur römisch-katholischen Kirche, vier Einwohner zur Evangelischen Kirche A. B. und ein Einwohner zur orthodoxen Kirche. Ein Einwohner war konfessionslos und bei zwei Einwohnern wurde die Konfession nicht ermittelt.

## Bauwerke
- römisch-katholische Kirche Maria vom Rosenkranz aus dem Jahr 1934